# Franz Kortejohann
Franz Kortejohann (* 26. April 1864 in Strang (heute Bad Rothenfelde); † 30. Juli 1936 in Osnabrück) war ein deutscher Landschaftsmaler.

## Leben

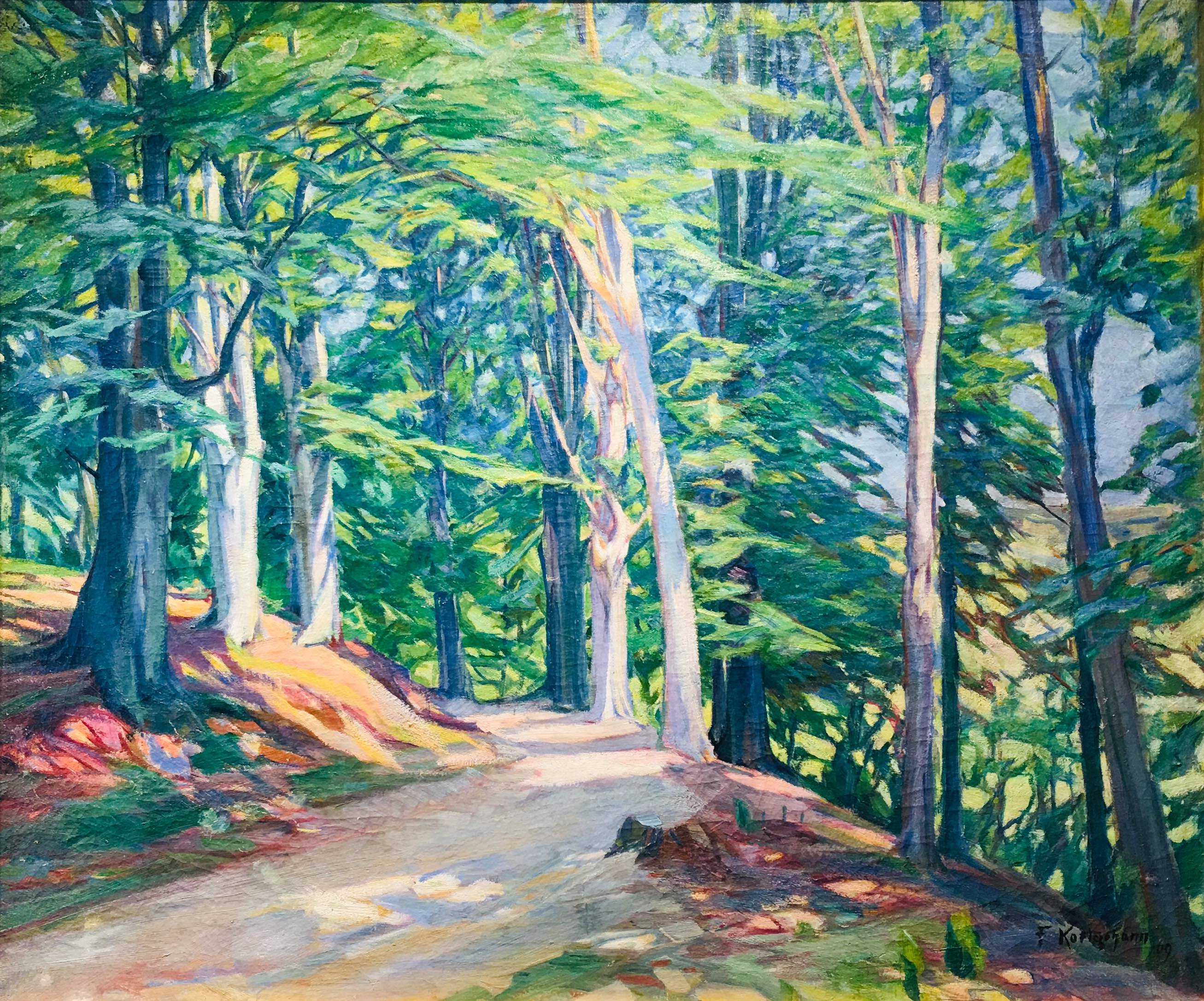
Wedeberg, 1909

Franz Kortejohann wurde am 26. April 1864 in Strang, heute ein Ortsteil von Bad Rothenfelde, geboren und wuchs dort in einem kleinbäuerlichen Umfeld auf. Kortejohann zeigte schon früh Interesse an der Kunst und legte die Aufnahmeprüfung zum Studium an der Kunstakademie Düsseldorf nach Berichten seiner Familie erfolgreich ab. Der Antritt des Studiums wurde jedoch durch den Tod seines Vaters verhindert.
Kortejohann arbeitete daraufhin zunächst als Hilfslehrer in Dissen am Teutoburger Wald, trat 1885 offiziell in den Schuldienst ein und zog nach Osnabrück.
Ab 1889 studierte Kortejohann an der Königlichen Kunstschule zu Berlin. Im Jahr 1891 legte er dort die Prüfung zum Zeichenlehrer ab und blieb ein weiteres Jahr als Student in Berlin. Im Jahr 1892 zog Kortejohann wieder nach Osnabrück. Er begann dort seine Tätigkeit als Zeichenlehrer an der Höheren Mädchenschule und wechselte 1893 zum Ratsgymnasium. 1901 hatte Franz Kortejohann einen Studienaufenthalt in München bei Otto Seitz und Moritz Weinhold. Zwei Jahre später besuchte Kortejohann die Akademie in Kassel.

## Kunsthistorische Einordnung
Franz Kortejohann wird dem deutschen Spätimpressionismus zugeordnet, der vor allem in München von Künstlergruppen wie der Scholle gepflegt wurde. Allerdings hatte sich diese Form des zurückhaltenderen Impressionismus auch in anderen deutschen Kunstzentren wie Berlin oder Dresden etabliert. Obwohl nur wenige datierte Werke Kortejohanns existieren, lässt sich die Entwicklung seins Stils durch Vergleiche seiner Werke nachvollziehen.
Erste Impulse zur Entwicklung seines Malstils erhielt Kortejohann während seiner Ausbildung zum Zeichenlehrer an der Kunstgewerbeschule in Berlin (1889–1892). Trotz verschiedener Einflüsse, etwa durch Max Liebermann und Eugen Bracht, entwickelte Kortejohann einen eigenständigen Stil, der besonders in einer im Pinselduktus auf das jeweilige Objekt abgestimmten Malweise, der gekonnten Verwendung bild- und farbkompositorischer Mittel sowie der Erzeugung von Tiefe zum Ausdruck kommt. Kortejohann blieb zeitlebens ohne Mitgliedschaft in einer bestimmten Künstlervereinigung. Er war allerdings Mitglied in der Vereinigung Nordwestdeutscher Künstler und der Künstlergruppe „Rote Erde“ (Bielefeld) und nahm bis zu seinem Tod deutschlandweit an vielen Kunstausstellungen teil. Auf einer Ausstellung im Osnabrücker Kunstsalon Adolf Meyer im Jahr 1929 wurden Werke Kortejohanns gemeinsam mit Arbeiten von Wassily Kandinsky gezeigt. Das Osnabrücker Tageblatt urteilte zu dieser Schau: „Die Wahl der Farben, die Tätigkeit beider Künstler, die rahmenbegrenzte Malfläche aus feinstem Gefühl für die erforderliche Bedingtheit auszufüllen und individuell zu gestalten, ist von jeweiliger harmonischer Ausgeglichenheit, die befriedet und in keiner Weise beunruhigt.“
Als Landschaftsmaler widmete sich Kortejohann hauptsächlich Heide- und Waldbildern, die den größten Teil seiner bislang verzeichneten Werke ausmachen. Er unternahm zahlreiche Reisen, darunter nach Italien, Süddeutschland, in die Alpen sowie die Mittelgebirge und in den norddeutschen Raum mitsamt der Lüneburger Heide und der Ostsee. Auch aus der Umgebung seiner Heimat am Teutoburger Wald sind zahlreiche Ansichten bekannt, die, ähnlich dem westfälischen Expressionisten Peter August Böckstiegel, das bäuerliche Leben porträtieren.
Während des noch andauernden Prozesses der Erstellung eines Werkverzeichnisses tauchten zahlreiche, bislang unbekannte Werke Kortejohanns auf.

## Werkverzeichnis
Der Verein KuK SOL e.V. (Kunst und Kultur im Südlichen Osnabrücker Land e.V.) erstellt seit 2016 ein Werkverzeichnis der Werke Franz Kortejohanns. Ziel des geförderten Projektes ist es, die Werke zu erfassen, zu dokumentieren und der Öffentlichkeit in einem Online-Werkverzeichnis zugänglich zu machen.
Zu Beginn der ersten Projektphase (2016–2019) waren ca. 40 Werke bekannt. Im Verlauf konnten 148 Werke ins Werkverzeichnis aufgenommen und noch viele weitere gesichtet werden. Eine zweite Projektphase zur Aufnahme weiterer Werke soll folgen.

## Werke (Auswahl)
- 1909: Wedeberg (Öl auf Leinwand)
- 1912: Blick von der Villa d’Este auf Tivoli (Öl auf Leinwand)
- 1913: Frühlingswald in der Mittagssonne (Öl auf Leinwand)
- 1912: Stillleben mit Spiegel (Öl auf Leinwand)
- 1915: Spiegelnder Waldsee bei Sonnenschein (Öl auf Leinwand)
- 1923: Küste von Capri (Öl auf Leinwand)
- 1923: Morgensonne (Öl auf Leinwand)
- 1924: Morgen vorm Wassergraben (Öl auf Leinwand)

## Ausstellungen (Auswahl)

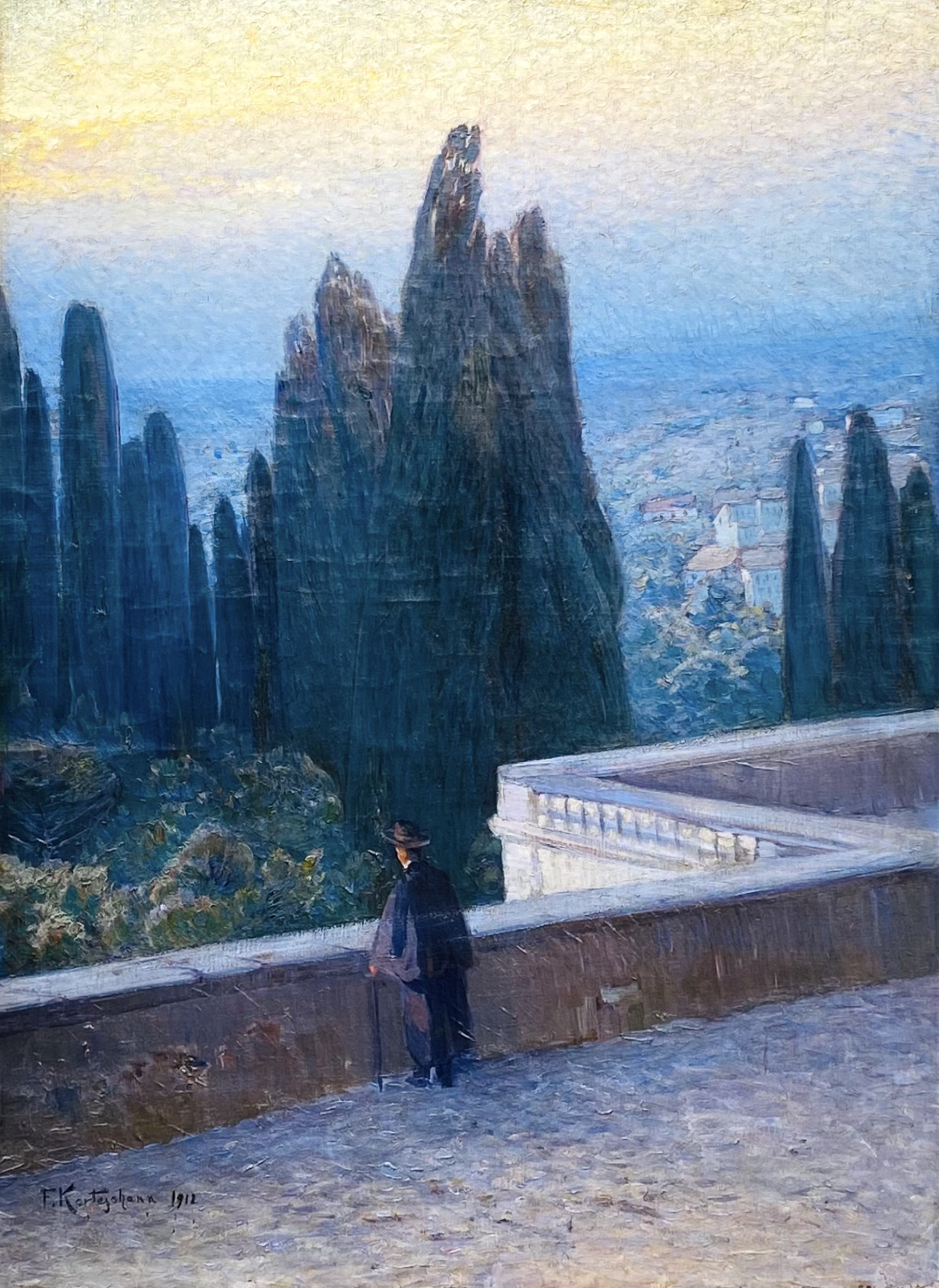
Blick von der Villa d’Este auf Tivoli, 1912

- 1899: Städtisches Museum, Osnabrück
- 1902: Große Berliner Kunstausstellung, Berlin
- 1904: Jenaer Kunstverein
- 1906: Münchener Jahresausstellung im kgl. Glaspalast, München[7]
- 1906: Kunstverein Hamburg
- 1909: Suermondtmuseum, Aachen
- 1909: Städtisches Museum, Osnabrück
- 1913: Bremische Kunstausstellung
- 1916: Münchener Jahresausstellung im kgl. Glaspalast, München[8]
- 1920–1922: Kunstverein Hannover
- 1924–1927: Kunstverein Hannover
- 1927: Kunstverein Hamburg
- 1929: Kunstsalon Meyer, Osnabrück
- 1936: Gedächtnisausstellung, Museum Osnabrück
- 1955: Fünf Osnabrücker Maler, Museum Osnabrück
- 2018: Dötlinger Stiftung, Dötlingen
- 2018: Ausstellung KUK SOL, Dissen